# Carl Stål
Carl Stål   (Castell de Karlberg i Estocolm, 21 de març de 1833 - Estocolm, 13 de juny de 1878) va ser un entomòleg suec.
Era el fill de l'arquitecte i enginyer Carl Stål. Va graduar per la Universitat d'Uppsala en medicina i filosofia el 1857. Per problemes de salut es va dedicar a l'entomologia i va doctorar el 1859 a la Universitat de Jena. Va començar com a assistent de l'entomòlog Carl Henrik Boheman (1796-1868) al departament de zoologia del Museu Suec d'Història Natural d'Estocolm. El 1867 en va esdevenir curator i va obtenir el títol de catedràtic. Va viatjar a tot Europa i va estudiar la col·lecció de Johann Christian Fabricius (1745-1808) a Kiel. El 1869 va ser elegit com membre de la Reial Acadèmia Sueca de Ciències.
Stål es va especialitzar en hemípters i ortòpters dels quals va publicar molts tàxons a la revista Nova Acta Regiæ Societatis Scientiarum Upsaliensis i altres publicacions internacionals.
Obres
- Hemiptera Fabriciana (1868-69)
- Enumeratio Hemipterorum (5 volums, 1870-76)
- Observations orthoptérologiques (1875–78).